# Димитър Памуков (фитотерапевт)
 Тази статия е за фитотерапевта.  За политика от БЗНС вижте Димитър Памуков.  
Димитър Петров Памуков е български лекар, професор и е един от създателите на модерната фитотерапия в България.
Димитър Памуков е роден в град Русе през 1922 г. и през 1942 година вече се занимава с билколечение в медицинските подразделения на Българската армия. Като такъв взима участие във Втората световна война, където за добрата си служба получава бойни отличия. През 1945 г. едно раняване в главата го праща в инвалидна количка и със скована и обездвижена дясна ръка. Според лекуващите го лекари, парализата на ръката му е нелечима, но въпреки това бъдещия доктор се записва да изучава медицина в София. По това време, под ръководството на д-р Добри Еребаканов денонощно изучава лекарствените растения и дори се научава да пише с лявата си ръка. Благодарение на много усилия чрез упражнения по рехабилитация, комбинирани с билколечение Димитър Памуков, успява да възвърне нормалното функциониране на увредената си ръка.
През 1951 г. завършва обучението си в Медицинската академия и като дипломиран лекар е назначен на работа в Софийски окръг, а по-късно и в столицата. Благодарение на опита си с лекарствените растения и придобития опит в сферата на съвременната медицина, паралелно с практиката си на лекар, разкрива и кабинет по фитотерапия, където за двадесет години консултира и лекува десетки хиляди пациенти.
През 1972 г. проф. д-р Димитър Памуков отваря Първия български официален кабинет по фитотерапия към тогавашното Министерството на здравеопазването. Поради придобитата голяма популярност в България, се разраства и дейността на новото здравно заведение. През 1975 г. проф. д-р Памуков създава и ръководи първата по рода си в тази сфера в България „Научно–практическа база по фитотерапия“ към министерството. Така центърът се превръща в един от първите и водещи в света институти с над 540 000 пациенти от България и от други страни.

## Отличия и наради
- Награда от Държавната администрация за традиционна медицина в Министерството на здравеопазването в Китай.[2]

## Издадени трудове
- Стоянов, Памуков, Ахтарджиев, Нено, Димитър, Христо. Ръководство по билкосъбиране.   София, Земиздат, 1966 – 1989. с. 956.
- Памуков, Димитър. Фитотерапията – перспективен метод за лечение.   София, Медицина и физкултура, 1979. с. 24.
- Памуков, Ахтарджиев, Димитър, Христо. Природна аптека.   София, Земиздат, 1981. с. 272.
- Памуков, Димитър. Домашна аптека.   ИК Гея-Либрис, 1995. ISBN 954-8232-63-4. с. 144.
- Памуков, Димитър. Билки за жената и детето. Част 1.   София, ИК Гея-Либрис, 1996. ISBN 954-8232-77-4. с. 89.
- Памуков, Димитър. Билки за жената и детето. Част 2.   София, ИК Гея-Либрис, 1996. ISBN 954-8232-80-4. с. 70.
- Памуков, Димитър. Билкова енциклопедия.   Гея-Либрис, 2000. ISBN 9549550494. с. 152.
- Памуков, Димитър. Домашна аптка.   Гея-Либрис, 2020. ISBN 9548232634. с. 144.